# Ricardo Mangas
Ricardo Luís Chaby Mangas, född 19 mars 1998, är en portugisisk fotbollsspelare som spelar för Boavista.

## Karriär
Den 4 augusti 2020 värvades Mangas av Boavista, där han skrev på ett fyraårskontrakt. Den 4 augusti 2021 lånades Mangas ut till Bordeaux på ett säsongslån. Han debuterade i Ligue 1 den 15 augusti 2021 i en 2–2-match mot Marseille. Mangas gjorde sitt första mål den 12 september 2021 i en 3–2-förlust mot Lens.